# Wulferdingsener Mühlensiek
Das Wulferdingsener Mühlensiek ist ein Naturschutzgebiet in der Stadt Bad Oeynhausen. Es ist rund 66 ha groß und wird unter der Bezeichnung MI-053 geführt.
Das Gebiet liegt nördlich der Ortsteile Wulferdingsen und Volmerdingsen und am Südhang des Wiehengebirges.
Das Wulferdingsener Mühlensiek ist ein besonders ausgeprägtes Sieksystem im Kreis Minden-Lübbecke. Die Unterschutzstellung soll zur Erhaltung und Wiederherstellung dieses vielfältig strukturierten Biotopkomplexes dienen. Das Biotop ist mit seinen Fließgewässern, Röhrichten, Feuchtwiesen und Feuchtbrachen ein Refugium für seltene und bedrohte Tier- und Pflanzenarten.